# Telemark-Weltmeisterschaft 2015

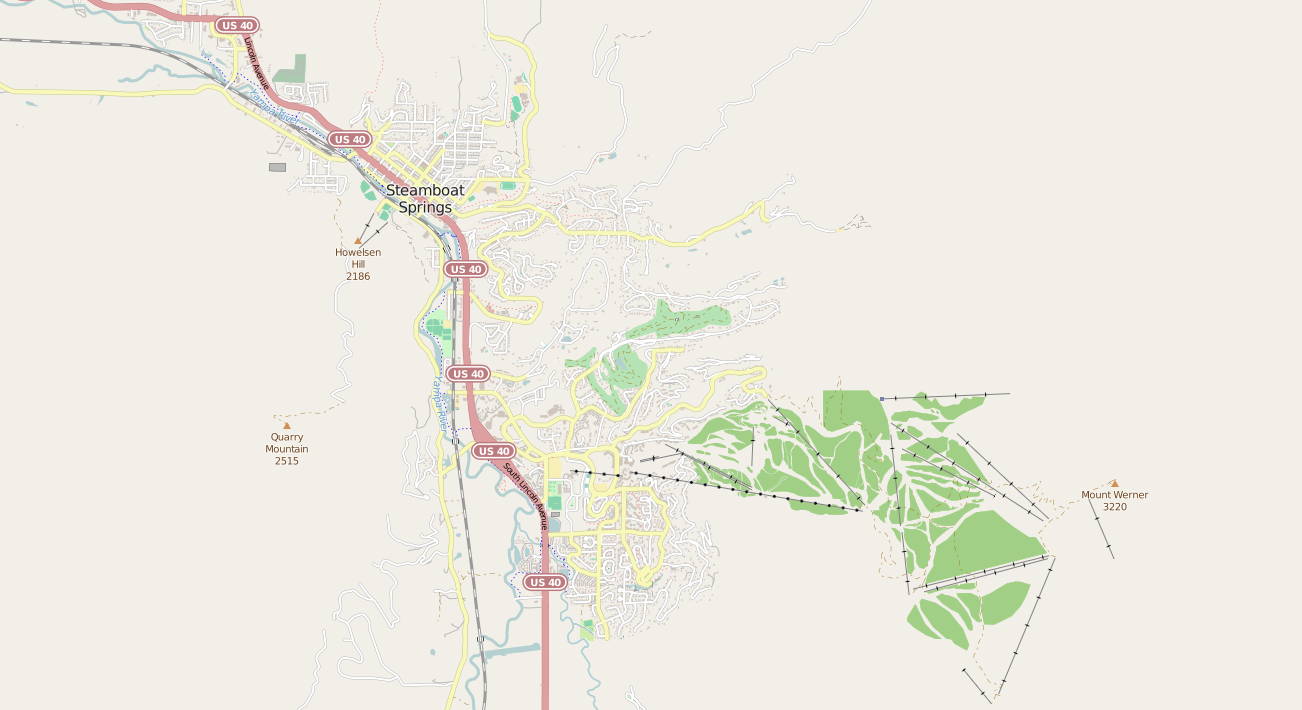
Karte vom Austragungsort der Telemark-Weltmeisterschaft 2015 in Steamboat Springs

Die Telemark-Weltmeisterschaft 2015 fand vom 23. bis 27. Februar 2015 in Steamboat Springs, Colorado, Vereinigte Staaten statt. Ausrichtender Verband ist der Weltskiverband (FIS) gemeinsam mit der United States Telemark Ski Association und dem Steamboat Springs Winter Sports Club. Nach 2003 fand zum zweiten Mal die Telemark-Weltmeisterschaft in den Vereinigten Staaten statt. Gesamtsieger wurde bei den Herren Tobias Müller und bei den Frauen Amélie Reymond.
Steamboat Springs erhielt den Zuschlag für die Austragung durch die FIS 2012.

## Programm
Bereits am 23. Februar beginnen die Teams mit dem Training am Howelsen Hill. Am Abend des gleichen Tages findet am Mount Werner die Eröffnungszeremonie statt.

## Teilnehmer
| Europa (8 Länder)                                 | Europa (8 Länder)                                          |
| ------------------------------------------------- | ---------------------------------------------------------- |
| - Deutschland - Frankreich - Norwegen - Slowenien | - Schweden - Schweiz - Tschechien - Vereinigtes Königreich |
| Amerika (2 Land)                                  |                                                            |
| - Kanada                                          | - Vereinigte Staaten                                       |
| Asien (1 Land)                                    |                                                            |
| - Japan                                           |                                                            |

## Streckendaten
|                    | Classic Sprint | Team Parallelsprint | Parallelsprint | Classic     |
| ------------------ | -------------- | ------------------- | -------------- | ----------- |
| Datum              | 24. Februar    | 25. Februar         | 26. Februar    | 27. Februar |
| Startzeit          | 10:00 Uhr      |                     | 10:00 Uhr      | 9:45 Uhr    |
| Seehöhe Start      | 2189 m         |                     | 2189 m         | 2760 m      |
| Seehöhe Ziel       | 2048 m         |                     | 2048 m         | 2301 m      |
| Höhendifferenz     | 141 m          |                     | 141 m          | 459 m       |
| Kurssetzer 1. Lauf |                |                     |                |             |
| Kurssetzer 2. Lauf |                | –                   | –              | –           |
| Tore 1. Lauf       |                |                     |                |             |
| Tore 2. Lauf       |                | –                   | –              | –           |
| Wetter             |                |                     |                |             |
| Temperatur Start   |                |                     |                |             |
| Temperatur Ziel    |                |                     |                |             |

## Medaillenspiegel

### Nationen
| Platz | Land                   | Gold | Silber | Bronze | Gesamt |
| ----- | ---------------------- | ---- | ------ | ------ | ------ |
| 1     | Schweiz                | 4    | 2      | 1      | 7      |
| 2     | Deutschland            | 3    | 0      | 2      | 5      |
| 3     | Frankreich             | 0    | 2      | 2      | 4      |
| 4     | Norwegen               | 0    | 2      | 1      | 3      |
| 5     | Vereinigtes Königreich | 0    | 0      | 1      | 1      |

### Sportler
| Platz | Sportler(in)         | Land | Gold | Silber | Bronze | Gesamt |
| ----- | -------------------- | ---- | ---- | ------ | ------ | ------ |
| 1     | Amélie Reymond       | SUI  | 3    | 0      | 0      | 3      |
|       | Tobias Müller        | GER  | 3    | 0      | 0      | 3      |
| 3     | Mathilde Ilebrekke   | NOR  | 0    | 2      | 1      | 3      |
| 4     | Philippe Lau         | FRA  | 0    | 2      | 0      | 2      |
| 5     | Simone Oehrli        | SUI  | 0    | 1      | 0      | 1      |
|       | Nicolas Michel       | SUI  | 0    | 1      | 0      | 1      |
| 7     | Jasmin Taylor        | GBR  | 0    | 0      | 1      | 1      |
|       | Argeline Tan-Bouquet | FRA  | 0    | 0      | 1      | 1      |
|       | Bastien Dayer        | SUI  | 0    | 0      | 1      | 1      |
|       | Antoine Bouvier      | FRA  | 0    | 0      | 1      | 1      |
|       | Jonas Schmid         | GER  | 0    | 0      | 1      | 1      |

## Ergebnisse Frauen

### Classic Sprint
| Platz | Name                 | Zeit 1.     | Zeit 2.     | Gesamt      |
| ----- | -------------------- | ----------- | ----------- | ----------- |
| 01    | Amélie Reymond       | 56,45 s     | 58,70 s     | 1:55,15 min |
| 02    | Mathilde Ilebrekke   | 1:01,45 min | 1:00,92 min | 2:02,37 min |
| 03    | Jasmin Taylor        | 1:01,20 min | 1:02,15 min | 2:03,35 min |
| 04    | Argeline Tan-Bouquet | 1:00,14 min | 1:04,27 min | 2:04,41 min |
| 05    | Johanna Holzmann     | 1:02,96 min | 1:01.86 min | 2:04,82 min |
| 06    | Simone Oehrli        | 1:01,72 min | 1:04,04 min | 2:05,76 min |
| 07    | Kaline Osaki         | 1:02,64 min | 1:04,15 min | 2:06,79 min |
| 08    | Guro Helde Kjolseth  | 1:04,20 min | 1:04,89 min | 2:09,09 min |
| 09    | Lyta Foulk           | 1:04,47 min | 1:05,02 min | 2:09,49 min |
| 10    | Beatrice Zimmermann  | 1:04,09 min | 1:05,90 min | 2:09,99 min |

### Parallelsprint
| Platz | Name                 |
| ----- | -------------------- |
| 01    | Amélie Reymond       |
| 02    | Mathilde Ilebrekke   |
| 03    | Argeline Tan-Bouquet |
| 04    | Johanna Holzmann     |
| 05    | Beatrice Zimmermann  |
| 06    | Maelle Froissart     |
| 07    | Kaline Osaki         |
| 08    | Thea Smedheim Lunde  |
| 09    | Simone Oehrli        |
| 10    | Jasmin Taylor        |

### Classic
| Platz | Name                 | Zeit        |
| ----- | -------------------- | ----------- |
| 01    | Amélie Reymond       | 2:30,62 min |
| 02    | Simone Oehrli        | 2:40,53 min |
| 03    | Mathilde Ilebrekke   | 2:41,78 min |
| 04    | Beatrice Zimmermann  | 2:44,99 min |
| 05    | Argeline Tan-Bouquet | 2:49,46 min |
|       | Thea Smedheim Lunde  | 2:49,46 min |
| 07    | Jasmin Taylor        | 2:49,54 min |
| 08    | Camille Martinet     | 3:05,10 min |
| 09    | Oceane Verbeck       | 3:15,73 min |

## Ergebnisse Herren

### Classic Sprint
| Platz | Name                | Zeit 1. | Zeit 2. | Gesamt      |
| ----- | ------------------- | ------- | ------- | ----------- |
| 01    | Tobias Müller       | 51,17 s | 50,93 s | 1:42,10 min |
| 02    | Nicolas Michel      | 50,88 s | 51,93 s | 1:42,81 min |
| 03    | Bastien Dayer       | 52,60 s | 51,39 s | 1:43,99 min |
| 04    | Philippe Lau        | 52,28 s | 55,92 s | 1:48,20 min |
| 05    | Reto Niederberger   | 54,12 s | 55,01 s | 1:49,13 min |
| 06    | Clement Bergeretti  | 50,97 s | 59,19 s | 1:50,16 min |
| 07    | Guillaume Issautier | 53,96 s | 56,80 s | 1:50,76 min |
| 08    | Amund Valde         | 56,70 s | 54,83 s | 1:51,53 min |
| 09    | Svan Blain          | 54,37 s | 57,87 s | 1:52,24 min |
| 10    | Olle Collberg       | 54,73 s | 58,89 s | 1:53,62 min |

### Parallelsprint
| Platz | Name               |
| ----- | ------------------ |
| 01    | Tobias Müller      |
| 02    | Philippe Lau       |
| 03    | Antoine Bouvier    |
| 04    | Nicolas Michel     |
| 05    | Clement Bergeretti |
| 06    | Bastien Dayer      |
| 07    | Svan Blain         |
| 08    | Cory Snyder        |
| 09    | Jonas Schmid       |
| 10    | Olle Collberg      |

### Classic
| Platz | Name               | Gesamt      |
| ----- | ------------------ | ----------- |
| 01    | Tobias Müller      | 2:24,91 min |
| 02    | Philippe Lau       | 2:26,37 min |
| 03    | Jonas Schmid       | 2:27,57 min |
| 04    | Bastien Dayer      | 2:27,99 min |
| 05    | Nicolas Michel     | 2:29,15 min |
| 06    | Antoine Bouvier    | 2:33,61 min |
| 07    | Stefan Matter      | 2:33,96 min |
| 08    | Clement Bergeretti | 2:34,74 min |
| 09    | Tanner Visnick     | 2:38.29 min |
| 10    | Igor Fiard         | 2:39,25 min |

## Team Parallelsprint
| Platz | Land                   |
| ----- | ---------------------- |
| 01    | Schweiz                |
| 02    | Frankreich             |
| 03    | Deutschland            |
| 04    | Norwegen               |
| 05    | Japan                  |
| 06    | Vereinigtes Königreich |
| 07    | Slowenien              |
| 08    | Vereinigte Staaten     |